# Evansville (Alaska)
Pour les articles homonymes, voir Evansville.
Evansville est une localité (census-designated place) d'Alaska aux États-Unis, dans la région de recensement de Yukon-Koyukuk. D'après le recensement de 2010, elle compte 15 habitants.

## Situation - climat
Elle est située à 290 km à vol d'oiseau au nord-ouest de Fairbanks, non loin de Bettles.
Les températures, extrêmes, sont de −57 °C en janvier à 34 °C en juillet.

## Histoire
De nombreuses populations indigènes ont vécu à cet endroit, se déplaçant au cours de l'année pour chasser et pêcher.
Elle tient son nom de Wilford Evans, Sr. qui possédait un comptoir à Allakaket. Il ouvrit une scierie à Evansville ainsi qu'un magasin de fournitures générales, et un hébergement. En 1948, l'aérodrome a été construit. La poste a ouvert en 1950, une école en 1956 et une clinique en 1980, mais l'école a du fermer en 2002 faute d'élèves.
L'économie du village est basée sur le transport aérien, et les activités touristiques, comme les excursions guidées de la chaîne Brooks, ainsi que la chasse et la pêche.

## Démographie
| 1970 | 1980 | 1990 | 2000 | 2010 | - |
| ---- | ---- | ---- | ---- | ---- | - |
| 57   | 94   | 33   | 28   | 15   | - |